# 纹缟鰕虎鱼
纹缟鰕虎鱼（学名：Tridentiger trigonocephalus）为鰕虎鱼科缟鰕虎鱼属的鱼类。分布于太平洋亚洲沿岸以及北由黑龙江河口向南到中国南部沿海等。该物种的模式产地在中国。曾有報導稱這種魚被引入澳大利亞和加利福尼亞州。